# Leonard Frank Field
Leonard Frank Field, britanski general, * 1898, † 1978.